# Baryscapus nordi
Baryscapus nordi är en stekelart som först beskrevs av Burks 1963.  Baryscapus nordi ingår i släktet Baryscapus och familjen finglanssteklar. Inga underarter finns listade.